# Acide digallique
L'acide digallique est un composé phytochimique constitué de deux unités d'acide gallique liés par une liaison depside, entre le groupe carboxyle d'une molécule et l'un de groupe hydroxyle méta de l'autre.
Il est notamment présent dans Pistacia lentiscus ou au sein de la molécule d'acide tannique.
La tannase et une enzyme  qui catalyse la réaction d'hydrolyse du digallate en acide gallique. Elle catalyse également la  production d'acide digallique à partir des gallotanins.